# Rue Léon-Cosnard
Pour les articles homonymes, voir Cosnard.
La rue Léon-Cosnard est une voie du 17e arrondissement de Paris, en France.

## Situation et accès

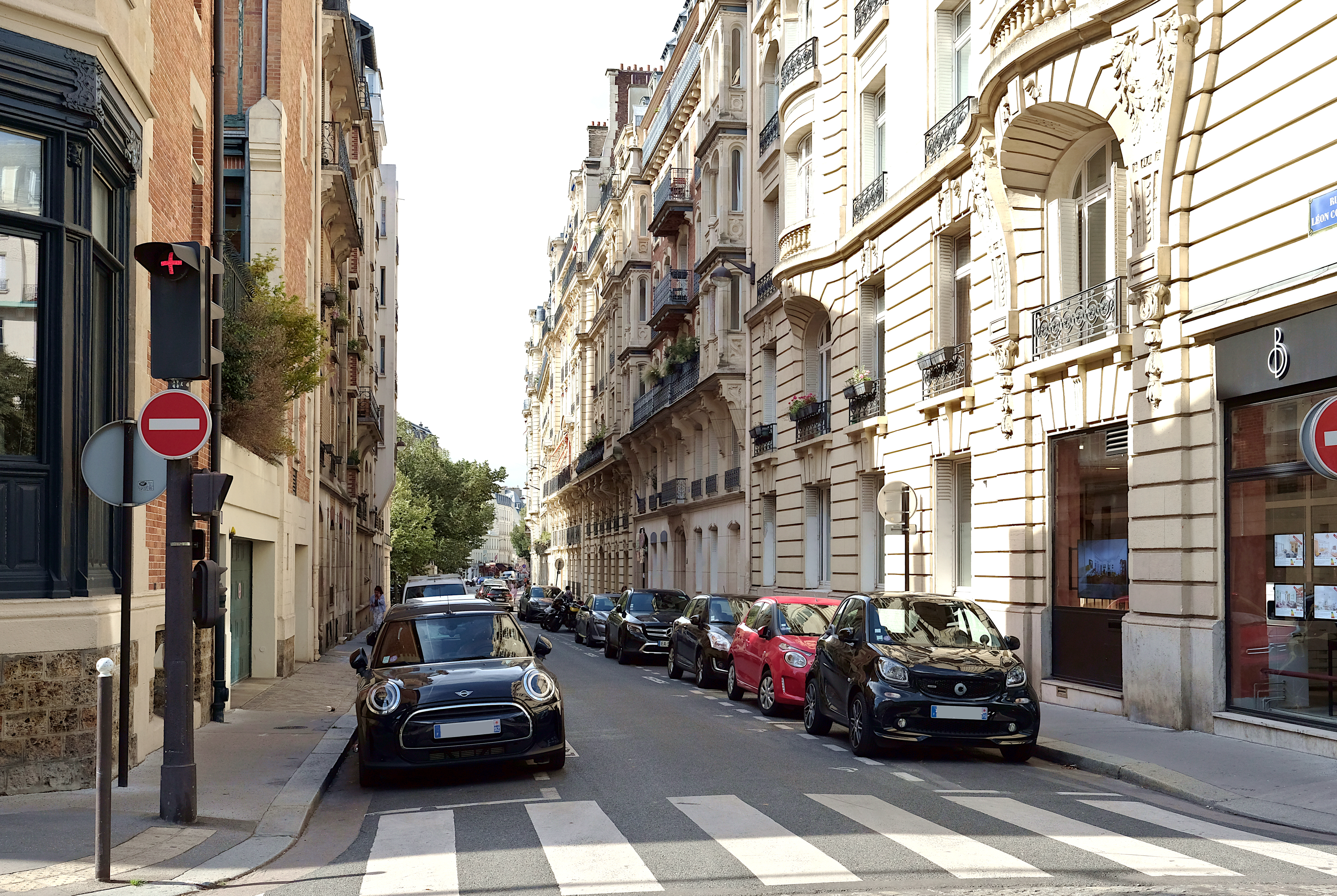
La rue Léon-Cosnard vue de la rue Legendre.

La rue Léon-Cosnard est une voie publique située dans le 17e arrondissement de Paris. Elle débute au 19, rue Legendre et se termine au 40, rue de Tocqueville.
Le quartier est desservi par la ligne 3 à la station Malesherbes.

## Origine du nom
Elle porte le nom de Léon Cosnard, né en 1825 et décédé le 23 avril 1891, maire du 17e arrondissement de 1877 à 1888, fondateur de l’œuvre des Loyers, chevalier de la Légion d'Honneur et officier de l'Instruction Publique.
Il résidait avec son épouse, née Eugénie Adélie Garlin, au 32 boulevard de Courcelles lors de son décès. Cette dernière est décédée le 8 mai 1898 à l'âge de 64 ans au 7 rue de Phalsbourg.
Leur fils, Jules Cosnard, a succédé à son père à la mairie de 1901 à 1919, à la suite du mandat d'Emile Level.

## Historique
Cette voie de l'ancienne commune des Batignolles, qui est indiquée sur le plan de Jouvin de Rochefort de 1672, est une partie du chemin d'Asnières qui prendra par la suite le nom de « rue du Bac-d'Asnières » car elle conduisait au bac qui autrefois menait à Asnières.
Classée dans la voirie parisienne par décret du 23 mai 1863, elle prend sa dénomination actuelle par arrêté du 26 décembre 1893.

## Bâtiments remarquables et lieux de mémoire

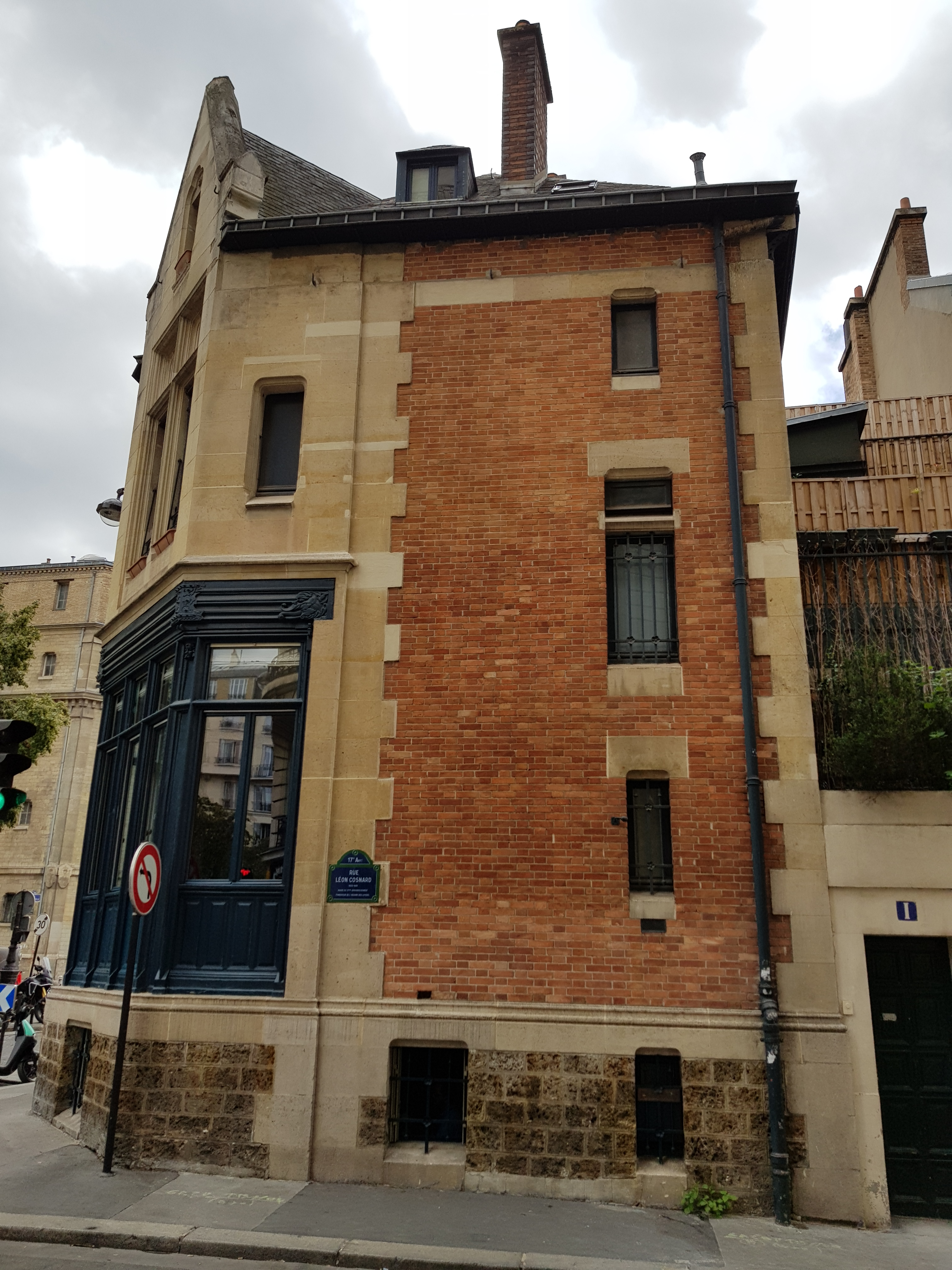
No 1 : ancien hôtel Guerlain.

- No 1 : ancien hôtel particulier du parfumeur Guerlain, de style éclectique, construit par l’architecte Paul Selmersheim [2] ; l'année de sa construction est indiquée en façade : ANNO 1880 ; l'hôtel Guerlain donne sur trois rues : Léon-Cosnard, de Tocqueville et Legendre.

- No 2b : immeuble construit par Charles Plumet en 1893[2].